# Сан-Валериу-да-Нативидади

Сан-Валериу-да-Нативидади на карте штата.

Сан-Валериу-да-Нативидади (порт. São Valério da Natividade) — муниципалитет в Бразилии, входит в штат Токантинс. Составная часть мезорегиона Восточный Токантинс. Входит в экономико-статистический микрорегион Дианополис. Население составляет  4 383 человека на 2010 год. Занимает площадь 2 519,585 км². Плотность населения — 1,74 чел./км².

## Демография
Согласно сведениям, собранным в ходе переписи 2010 г. Национальным институтом географии и статистики (IBGE), население муниципалитета составляет:
| Полное население                               | Полное население                               | Полное население                               | Полное население                               | 4 383 |
| ---------------------------------------------- | ---------------------------------------------- | ---------------------------------------------- | ---------------------------------------------- | ----- |
| в том числе:                                   | Городское население                            | 2 723                                          | Процент городского населения, %                | 62,13 |
|                                                | Сельское население                             | 1 660                                          | Процент сельского населения, %                 | 37,87 |
|                                                | Мужское население                              | 2 267                                          | Процент мужского населения, %                  | 51,72 |
|                                                | Женское население                              | 2 116                                          | Процент женского населения, %                  | 48,28 |
| Плотность населения, чел/км²                   | Плотность населения, чел/км²                   | Плотность населения, чел/км²                   | Плотность населения, чел/км²                   | 1,74  |
| Население муниципалитета в % к населению штата | Население муниципалитета в % к населению штата | Население муниципалитета в % к населению штата | Население муниципалитета в % к населению штата | 0,32  |

По данным оценки 2016 года население муниципалитета составляет 4 214 жителей.

## Статистика
- Валовой внутренний продукт на 2003 составляет 11.315.101,00 реалов (данные: Бразильский институт географии и статистики).
- Валовой внутренний продукт на душу населения на 2003 составляет 2.014,80 реалов (данные: Бразильский институт географии и статистики).
- Индекс развития человеческого потенциала на 2000 составляет 0,674 (данные: Программа развития ООН).

## Важнейшие населенные пункты
| № | Населённый пункт          | Населённый пункт (порт.)  | Категория | Население чел. (2010) | На карте                        |
| - | ------------------------- | ------------------------- | --------- | --------------------- | ------------------------------- |
| 1 | Сан-Валериу-да-Нативидади | São Valério da Natividade | город     | 2 723                 | 11°58′18″ ю. ш. 48°14′03″ з. д. |
| 2 | Серранополис              | Serranópolis              | поселок   | 179                   | 12°05′32″ ю. ш. 47°50′32″ з. д. |
| 3 | Апинаже                   | Apinajé                   | поселок   | 113                   | 11°31′57″ ю. ш. 48°17′39″ з. д. |
| 4 | Сан-Педру                 | São Pedro                 | поселок   | 61                    | 11°40′28″ ю. ш. 48°16′47″ з. д. |